# تيت
تيت أو تيط، إحدى بلديات ولاية أدرار الجزائرية. تقع على بعد 290 كم من مقر الولاية

## الموقع الجغرافي
تقع بلدية تيط في الجنوب الشرقي لولاية أدرار قريبا من الحدود الغربية لولاية تمنراست، تتربّـع على مساحة تقدّر بـ 1603 كلم2
هي جزء من منـطقة تيديكلت، يحدّها شمالاً هضبة تادمايت وبلدية تيمقتن وغرباً بلدية أولف وشرقاً بلدية
عين غـار «إينغر» وجنوباً بلدية أقبلي وصحراء آهنـت، تبعد بلدية تيط عن مقر الدّائرة
أولف بـ50 كلم ومقر الولاية أدرار بـ290 كلم على الطريق الوطني رقم 52.

## الأحياء والمرافق
تضمّ البلدية أربعة أحياء :
القصبة.خالد بن الوليد.بوسعاده.العتيق.
كما تحتوي البلدية عل عّدة مراكز لتلبية حاجيات المواطن
من بينها القاعة المتعددة الخدمات و3 ملاعب من نوع ماتيكو ومركز بريد وبلدية
بالإضافة إلى 3 مراكز تعليميه ابتدائيتين وإكمالية
ويتطلّع أهل هذه البلدية الناشئة إلى إنشاء المزيد من المرافق.

## السكان والنشاطات
```
يبلغ عـدد سكانها حوالي 4800 نسمة يتوزعون على أربعة أحياء سكنيّة
```

1- العتيق.2- بوسعادة.3-خالد بن الوليد.4- القصبة
يعتمد أهالي المنطقة في المعيشة على موارد كالتجارة والفلاحــة.
يتوزّع تعداد التلاميذ في المدينة على ثلاث مؤسسات، ابتدائيتين وإكمــالية، كما يزداد
ارتفاع مجموع التلاميذ على مستوى المدارس القرآنية :
1- المسجد العتيق عروة البارقي بمدرستين 2- مسجد خالد بن الوليد بمدرستين كذلك.
كما على تراب المدينة قاعة متعددة الاختصاصات تنشط وتساهم مساهمة فعالة في مشاركتها
في المناسبات الثقافية «داخل وخارج» البلدية. الآثار الحضارية شامخة وعلى رأسها قصبة الشرفاء التي تبعد عن مقر البلدية بـ 5 كلم ومن الآثار نذكرعلى سبيل المثال الغابة المتحجرة التي تبعد عن مقر البلدية بـ35 كلم وعرق الشواف (كثيب من الرمل) الذي كان يبلغ طوله أكثر من 40 متر على أقرب الأقوال إلى الصحة.